# Vital Borkelmans
Vital Philomène Borkelmans (Maaseik, 1 juni 1963) is een Belgisch voormalig voetballer en huidig voetbaltrainer die tussen 1981 en 2005 uitkwam als linksachter en als linkshalf.
Borkelmans speelde voor Patro Eisden, KSV Waregem, Club Brugge, KAA Gent en Cercle Brugge. Door zijn snelheid en aanvallende rushes kreeg Borkelmans tijdens zijn loopbaan als voetballer de bijnaam "brommertje". Hij speelde tussen 1989 en 2000 bij Club Brugge, met wie hij vier landstitels en drie bekers won. Tussen 1989 en 1998 kwam hij ook 22 keer uit voor de nationale ploeg. Hij was er als Rode Duivel bij op het WK 1994 en het WK 1998.
In 2012 werd Borkelmans aangesteld bij de Rode Duivels als assistent van bondscoach Marc Wilmots. In 2018 werd hij bondscoach van Jordanië.
In maart 2025 stopte hij als jeugdtrainer bij FC Knokke en werd technisch directeur bij de Iraakse topclub Al-Zawraa.

## Carrière
Vital Borkelmans voetbalde bij de jeugd voor het bescheiden Ven Maaseik VV. In 1982 maakte hij zijn debuut bij derdeklasser Patro Eisden. In die dagen combineerde de snelle verdediger zijn carrière als voetballer met een baan als mijnwerker in Eisden. Na twee seizoenen promoveerde Borkelmans met zijn team naar de tweede klasse.
Midden jaren 80 woonde KSV Waregem een wedstrijd van Patro Eisden bij om Emmanuel Karagiannis te scouten. Tijdens de scoutingsopdracht viel echter ook Borkelmans op. Zowel Karagiannis als Borkelmans stapten in 1986 over naar Waregem, dat toen in de hoogste afdeling uitkwam. Beide spelers werden er onder trainer Urbain Haesaert een vaste waarde.
In 1989 versierde de toen 26-jarige linksachter net als ploeggenoot Hans Christiaens een transfer naar Club Brugge. Borkelmans werd aangeworven om het vertrek van linksachter Dennis van Wijk op te vangen. In geen tijd werd hij een titularis bij blauw-zwart. Doordat hij bijna nooit geblesseerd raakte, speelde hij in elf seizoenen net geen 350 competitiewedstrijden voor Club Brugge. Borkelmans, die steevast met het nummer 5 speelde, werd in 1990, 1992, 1996 en 1998 kampioen.
In 2000 nam de inmiddels 37-jarige Borkelmans afscheid van Club Brugge. Hij verhuisde naar KAA Gent waar hij nog twee seizoenen volop meedraaide. Ook daarna dacht hij nog niet aan stoppen. De verdediger ging bij Cercle Brugge aan de slag en loodste de vereniging na een seizoen terug naar de eerste klasse. In totaal speelde hij 533 wedstrijden op het hoogste niveau. In 2005 sloot hij zijn carrière af bij derdeklasser KFC Evergem-Center.

## Statistieken
| Seizoen | Club               | Land            | Competitie     | Duels | Doelp. |
| ------- | ------------------ | --------------- | -------------- | ----- | ------ |
| 1982/83 | Patro Eisden       | Vlag van België | Derde Klasse   |       |        |
| 1983/84 | Patro Eisden       | Vlag van België | Derde Klasse   | 26    | 4      |
| 1984/85 | Patro Eisden       | Vlag van België | Tweede Klasse  |       |        |
| 1985/86 | Patro Eisden       | Vlag van België | Tweede Klasse  | 29    | 3      |
| 1986/87 | SV Waregem         | Vlag van België | Jupiler League | 33    | 0      |
| 1987/88 | SV Waregem         | Vlag van België | Jupiler League | 34    | 5      |
| 1988/89 | SV Waregem         | Vlag van België | Jupiler League | 32    | 3      |
| 1989/90 | Club Brugge        | Vlag van België | Jupiler League | 34    | 2      |
| 1990/91 | Club Brugge        | Vlag van België | Jupiler League | 34    | 1      |
| 1991/92 | Club Brugge        | Vlag van België | Jupiler League | 33    | 3      |
| 1992/93 | Club Brugge        | Vlag van België | Jupiler League | 23    | 1      |
| 1993/94 | Club Brugge        | Vlag van België | Jupiler League | 34    | 4      |
| 1994/95 | Club Brugge        | Vlag van België | Jupiler League | 33    | 3      |
| 1995/96 | Club Brugge        | Vlag van België | Jupiler League | 29    | 1      |
| 1996/97 | Club Brugge        | Vlag van België | Jupiler League | 30    | 1      |
| 1997/98 | Club Brugge        | Vlag van België | Jupiler League | 33    | 3      |
| 1998/99 | Club Brugge        | Vlag van België | Jupiler League | 34    | 1      |
| 1999/00 | Club Brugge        | Vlag van België | Jupiler League | 33    | 3      |
| 2000/01 | KAA Gent           | Vlag van België | Jupiler League | 30    | 1      |
| 2001/02 | KAA Gent           | Vlag van België | Jupiler League | 27    | 1      |
| 2002/03 | Cercle Brugge      | Vlag van België | Tweede Klasse  | 34    | 3      |
| 2003/04 | Cercle Brugge      | Vlag van België | Jupiler League | 27    | 2      |
| 2004/05 | KFC Evergem-Center | Vlag van België | Derde Klasse   | 6     | 0      |

## Interlandcarrière
Hij was Rode Duivel tijdens het WK voetbal 1994 en het WK voetbal 1998. Toch behaalde hij maar 22 caps door de grote concurrentie voor de linksbackpositie van onder anderen Rudi Smidts, Bruno Versavel en Pascal Renier en later Philippe Léonard, Didier Dheedene en Nico Van Kerckhoven. Hij maakte zijn debuut voor de nationale ploeg op woensdag 23 augustus 1989 in de vriendschappelijke thuiswedstrijd tegen Denemarken (3-0). Borkelmans trad in dat duel, het eerste onder leiding van bondscoach Walter Meeuws, na tachtig minuten aan als vervanger van collega-debutant Danny Boffin.

## Trainerscarrière
In het seizoenen 2005-2006 was hij trainer bij KFC Evergem-Center net als in het begin van het volgende seizoen. Op 28 oktober 2006 nam hij echter ontslag. Voor het seizoen 2007-2008 had hij een contract getekend bij KSC Blankenberge, dat uitkomt in 1ste provinciale. Hij werd echter vroegtijdig ontslagen in oktober 2007.
In januari 2010 kreeg Borkelmans de Belgische tweedeklasser FCV Dender EH onder zijn hoede. Hij volgt er de pas ontslagen Patrick Asselman op. Dender stond op dat moment op een teleurstellende twaalfde plaats.
Na de degradatie van FCV Dender EH naar de derde klasse werd het contract van Borkelmans beëindigd.
In 2012 werd hij aangesteld als assistent-bondscoach van Marc Wilmots voor de Belgische nationale ploeg.
In 2018 werd hij aangesteld als co-bondscoach van Jordanië. Na de niet-kwalificatie van Jordanië voor het WK 2022 kwam er een einde aan het Jordaanse avontuur.

## Trivia
Sinds januari 2007 speelt Borkelmans in het Vrij Liefhebbersvoetbalverbond bij de Oost-Vlaamse ploeg FCK Machelen. Daarnaast begeeft Borkelmans zich ook op glad ijs. Hij schaatste op VTM in het populaire Sterren op het ijs. Tegenwoordig woont hij in Lembeke.